# Roman Olędzki
Roman Olędzki (ur. 10 sierpnia 1889 w Lebiedziewie, zm. 23 marca 1970 w Ołtarzewie) – rolnik, hodowca roślin, ogrodnik.

## Życiorys
Absolwent rolnictwa na UJ, praktyki rolne odbywał m.in. w Dublanach u Kazimierza Miczyńskiego oraz specjalizację u Emila Godlewskiego i Mariana Raciborskiego. W latach 1918–1919 pracował w Państwowym Instytucie Naukowym Gospodarstwa Wiejskiego w Puławach. W okresie studiów działał w Akademickim Kole Towarzystwa Szkoły Ludowej oraz należał do Związku Młodzieży Polskiej "Zet". W 1912 wstąpił do Stronnictwa Demokratyczno-Narodowego. Od 1926 roku prowadził własne gospodarstwo rolne w Ołtarzewie. Prowadził hodowlę żyta "Kawęczyńskiego" oraz od 1929 zapoczątkował hodowlę truskawek. Eksperymentował z mało znanymi odmianami roślin, jak soja, czumiza, rycynus, arcydzięgiel, kukurydza, rośliny kauczokodajne, lekarskie i innymi. Gospodarstwo uważane było za wzorcowe i odwiedzały je wycieczki oraz co roku przyjmowane były studentki z wydziału ogrodnictwa na praktyki.
W latach 1919-1931 należał do Związku Ziemian, z którego wystąpił nie zgadzając się z ugodową polityką związku wobec sanacji. Gospodarstwo Olędzkiego w 1939 zostało częściowo spalone, w czasie okupacji odbudowana została hodowla truskawek, doświadczalne poletka zostały zaniechane. W czasie okupacji był Sędzią Pokoju oraz szefem Komitetu Obywatelskiego w Armii Krajowej. Dwór w Ołtarzewie służył jako baza zaopatrzeniowa dla oddziałów partyzanckich. Po wyzwoleniu władze PRL-u domiarami, dokwaterowaniami do dworu oraz innymi szykanami doprowadziły Olędzkiego do konieczności sprzedaży gospodarstwa.

## Życie prywatne
Był żonaty z Krystyną z domu Ryx, z którą miał syna Andrzeja, który zginął w Oświęcimiu, oraz córki Aleksandrę oraz Izabelę.

## Publikacje
Roman Olędzki jest autorem wielu artykułów publikowanych w "Przeglądzie Ogrodniczym" oraz książek:
- Truskawki, Lwów 1936
- Poziomki, Lwów 1937
- Truskawki i poziomki, Warszawa 1948, Warszawa 1949
- Uprawa Truskawek i poziomek, Warszawa 1953